# Amphisbetetus ruazi
Amphisbetetus ruazi är en tvåvingeart som beskrevs av Theodor 1980. Amphisbetetus ruazi ingår i släktet Amphisbetetus och familjen rovflugor.
Artens utbredningsområde är Israel. Inga underarter finns listade i Catalogue of Life.